# Kucelin
Kucelin – osiedle w Częstochowie położone w granicach dzielnicy Zawodzie-Dąbie.
Historia Kucelina sięga co najmniej XVIII wieku. Według dokumentów z 1789 roku była to miejscowość licząca 55 mieszkańców. Kucelin został włączony do Częstochowy w 1928 roku. W latach 1928–1953 na Kucelinie znajdowało się lotnisko. Od 1945 roku było ono użytkowane przez Aeroklub Częstochowski. W latach 50. Kucelin został w dużej mierze przekształcony w związku z rozbudową Huty Częstochowa. Powstały tam wówczas między innymi dwa połączone ze sobą zbiorniki wodne.
Na Kucelinie znajduje się pętla linii tramwajowej nr 1.